# Ali Jasim
Ali Jasim (Bagdad, 20 januari 2004) is een Iraaks voetballer, die bij voorkeur uitkomt als vleugelaanvaller. Hij komt uit voor Como 1907, en het Iraaks voetbalelftal.

## Clubcarrière
Jasim maakte zijn debuut in de Iraakse Superliga toen hij veertien jaar oud was. Hij speelde voor verschillende clubs in de league. Zijn eerste poging buiten Irak was bij Antalyaspor, maar hier werd het contract al na twee dagen nietig verklaard. Jasim was niet gelukkig en wilde terug naar zijn thuisland. Na een jaar bij Al-Quwa Al-Jawiya viel hij op bij Como 1907, de club van Cesc Fàbregas. Deze haalde hem naar Italië, waar hij op 29 september 2024 zijn debuut maakte in de Serie A tegen Hellas Verona (3-2). Hij kwam in de 91e minuut in de ploeg voor Máximo Perrone.
In januari 2025 werd Jasim door Como verhuurd aan Almere City FC. Hij maakte op 22 februari zijn debuut voor de club, tegen Feyenoord (1-2). Hij kwam in de 87e minuut in de ploeg voor Kornelius Hansen.

## Interlandcarrière
Jasim maakte op 13 oktober 2023 zijn debuut voor het Iraaks voetbalelftal, in een vriendschappelijke wedstrijd tegen Qatar. Hij maakte zijn eerste doelpunt in de kwalificatie voor het WK 2026, tegen Indonesië, op 6 juni 2024.
| Interlands van Ali Jasim voor Irak | Interlands van Ali Jasim voor Irak | Interlands van Ali Jasim voor Irak | Interlands van Ali Jasim voor Irak | Interlands van Ali Jasim voor Irak | Interlands van Ali Jasim voor Irak |
| №                                  | Datum                              | Wedstrijd                          | Uitslag                            | Competitie                         | Goals                              |
| ---------------------------------- | ---------------------------------- | ---------------------------------- | ---------------------------------- | ---------------------------------- | ---------------------------------- |
| 1                                  | 13 oktober 2023                    | Irak – Qatar                       | 0 – 0 (5 – 6 n.p.)                 | Vriendschappelijk                  | 0                                  |
| 2                                  | 17 oktober 2023                    | Jordanië – Irak                    | 2 – 2 (3 – 5 n.p)                  | Vriendschappelijk                  | 0                                  |
| 3                                  | 16 november 2023                   | Irak – Indonesië                   | 5 – 1                              | WK 2026 (kwalificatie)             | 1                                  |
| 4                                  | 21 november 2023                   | Vietnam – Irak                     | 0 – 1                              | WK 2026 (kwalificatie)             | 0                                  |
| 5                                  | 6 januari 2024                     | Irak – Zuid-Korea                  | 0 – 1                              | Vriendschappelijk                  | 0                                  |
| 6                                  | 15 januari 2024                    | Indonesië – Irak                   | 1 – 3                              | Asian Cup 2023                     | 0                                  |
| 7                                  | 19 januari 2024                    | Irak – Japan                       | 2 – 1                              | Asian Cup 2023                     | 0                                  |
| 8                                  | 24 januari 2024                    | Irak – Vietnam                     | 3 – 2                              | Asian Cup 2023                     | 0                                  |
| 9                                  | 29 januari 2024                    | Irak – Jordanië                    | 2 – 3                              | Asian Cup 2023                     | 0                                  |
| 10                                 | 21 maart 2024                      | Irak – Filipijnen                  | 1 – 0                              | WK 2026 (kwalificatie)             | 0                                  |
| 11                                 | 26 maart 2024                      | Filipijnen – Irak                  | 0 – 5                              | WK 2026 (kwalificatie)             | 0                                  |
| 12                                 | 6 juni 2024                        | Indonesië – Irak                   | 0 – 2                              | WK 2026 (kwalificatie)             | 1                                  |
| 13                                 | 11 juni 2024                       | Irak – Vietnam                     | 3 – 1                              | WK 2026 (kwalificatie)             | 1                                  |
| 14                                 | 5 september 2024                   | Irak – Oman                        | 1 – 0                              | WK 2026 (kwalificatie)             | 0                                  |
| 15                                 | 10 september 2024                  | Koeweit – Irak                     | 0 – 0                              | WK 2026 (kwalificatie)             | 0                                  |
| 16                                 | 10 oktober 2024                    | Irak – Palestina                   | 1 – 0                              | WK 2026 (kwalificatie)             | 0                                  |
| 17                                 | 15 oktober 2024                    | Zuid-Korea – Irak                  | 3 – 2                              | WK 2026 (kwalificatie)             | 0                                  |
| 18                                 | 14 november 2024                   | Irak – Jordanië                    | 0 – 0                              | WK 2026 (kwalificatie)             | 0                                  |
| 19                                 | 19 november 2024                   | Oman – Irak                        | 0 – 1                              | WK 2026 (kwalificatie)             | 0                                  |
| 20                                 | 22 december 2024                   | Irak – Jemen                       | 1 – 0                              | Golf Cup of Nations                | 0                                  |
| 21                                 | 25 december 2024                   | Bahrein – Irak                     | 2 – 0                              | Golf Cup of Nations                | 0                                  |
| 22                                 | 28 december 2024                   | Irak – Saoedi-Arabië               | 1 – 3                              | Golf Cup of Nations                | 0                                  |

Bijgewerkt tot 20 februari 2025.

## Statistieken
| Seizoen | Club             | Competitie | Competitie | Competitie | Beker | Beker | Overig | Overig | Totaal | Totaal |
| Seizoen | Club             | Competitie | Wed.       | Dlp.       | Wed.  | Dlp.  | Wed.   | Dlp.   | Wed.   | Dlp.   |
| ------- | ---------------- | ---------- | ---------- | ---------- | ----- | ----- | ------ | ------ | ------ | ------ |
| 2024/25 | Como 1907        | Serie A    | 2          | 0          | 0     | 0     | 0      | 0      | 2      | 0      |
| 2024/25 | → Almere City FC | Eredivisie | 11         | 1          | 0     | 0     | 0      | 0      | 11     | 1      |
| Totaal  | Totaal           | Totaal     | 13         | 1          | 0     | 0     | 0      | 0      | 13     | 1      |

Bijgewerkt op 17 juni 2025.